# Feketevágás
A feketevágás a Rákosi-rendszer idején ismeretes egyik bűncselekmény volt:  Vágóállat(ok)nak a korlátozó rendszabályok kijátszásával, engedély nélkül való levágása.  Ebben az időszakban csak az állam tudtával lehetett disznót vágni, és a húsáru egy részét ezt követően be kellett szolgáltatni. A feketevágás során titokban, „feketén” ölték le a disznót, hogy ne kelljen bejelenteni a vágást. Előfordult, hogy a szomszédok megneszelték a vágást, és bejelentést tettek az ÁVH-nál.

## Jogi szabályozás
Közellátás érdekét veszélyeztető büncselekményt követ el, aki... jogszabály rendelkezése ellenére vagy a rendes gazdálkodás szabályainak megsértésével terménynek vagy terméknek rendelkezése alatt álló készletét felhasználja, elfogyasztja, megsemmisiti, egyébként használhatatlanná teszi vagy annak használható állapotban tartásáról nem gondoskodik;

## A művészetben
A jelenség szerepet kap A tanú című magyar filmben is.